# Ypthima hereroica
Ypthima hereroica är en fjärilsart som beskrevs av Karl Grünberg. Ypthima hereroica ingår i släktet Ypthima och familjen praktfjärilar. Inga underarter finns listade i Catalogue of Life.